# Hockey Club Bondeno
L'Hockey Club Bondeno è una società italiana di hockey su prato con sede a Bondeno (Fe).

## Palmarès

### Competizioni nazionali
- Scudetto indoor: 1

2022-2023

### Competizioni giovanili
- Campionato italiano Allievi: 1

1995-1996
- Campionato italiano Under-18 Indoor: 1

2003-2004
- Campionato italiano Under-14 Indoor: 2

2014-2015, 2015-2016
- Campionato italiano Under-16 Indoor: 1

2016-2017

## Impianti
Il campo ufficiale della società è l'Andrea Giatti. Per le partite del campionato indoor, invece, la squadra gioca nella palestra Bonini. Entrambi gli impianti si trovano nel Centro sportivo Bihac di Bondeno.